# Mesonemoura tianshanica
Mesonemoura tianshanica är en bäcksländeart som först beskrevs av Zhiltzova 1971.  Mesonemoura tianshanica ingår i släktet Mesonemoura och familjen kryssbäcksländor. Inga underarter finns listade i Catalogue of Life.